# همشکل (فیلم ۱۹۹۸)
همشکل (به هندی: Duplicate) فیلمی محصول سال ۱۹۹۸ و به کارگردانی ماهش بهات است. در این فیلم بازیگرانی همچون شاهرخ خان، جوهی چاولا، سونالی بندره، فریده جلال، تیکو تالسانیا، شارات ساکسنا، گلشن گروور، کاجول (حضور افتخاری) ایفای نقش کرده‌اند.

## داستان فیلم
بابلو چوداری (شاهرخ خان) ۲۶ ساله ساده لوح و تا حدودی عقب مانده با مادرش (فریده جلال) که او را «باب» می‌نامد زندگی می‌کند. اگرچه اجداد او بدنساز و کشتی‌گیر بودند، اما او آرزو دارد که آشپز باشد. او در راه با سونیا کاپور (جوهی چاولا)، یک مدیر ضیافت در همان رستورانی که او بازدید می‌کرد، ملاقات می‌کند و او را استخدام می‌کند. هر دو شروع به عاشق شدن با یکدیگر می‌کنند. مانو (شاهرخ خان) شبیه او، یک گانگستر به همراه دوستش (گلشن گروور) یک بانک را سرقت می‌کنند اما دستگیر می‌شوند. او از زندان بیرون می‌آید و متوجه می‌شود که گروهش به او خیانت کرده‌اند. او شریک زندگی خود را می‌کشد و بدون پول از محل فرار می‌کند. بابلو به‌طور تصادفی به پول می‌رسد و آن را نزد خود نگه می‌دارد. دوست دختر مانو لیلی (سونالی بندر) بابلو را با مانو اشتباه می‌گیرد و او را می‌برد. مانو در خانه بابلو پناه می‌برد و متوجه می‌شود که می‌تواند از شباهت او به نفع خود استفاده کند. سپس سرگرمی سواری با بابلو که مدام با مانو اشتباه گرفته می‌شود آغاز می‌شود. هم سونیا و هم لیلی او را تعقیب می‌کنند و قانون او را به عنوان مانو دستگیر می‌کند. سپس، مانو، بِب را می‌رباید و او را گروگان می‌گیرد.